# 西北区 (华盛顿哥伦比亚特区)

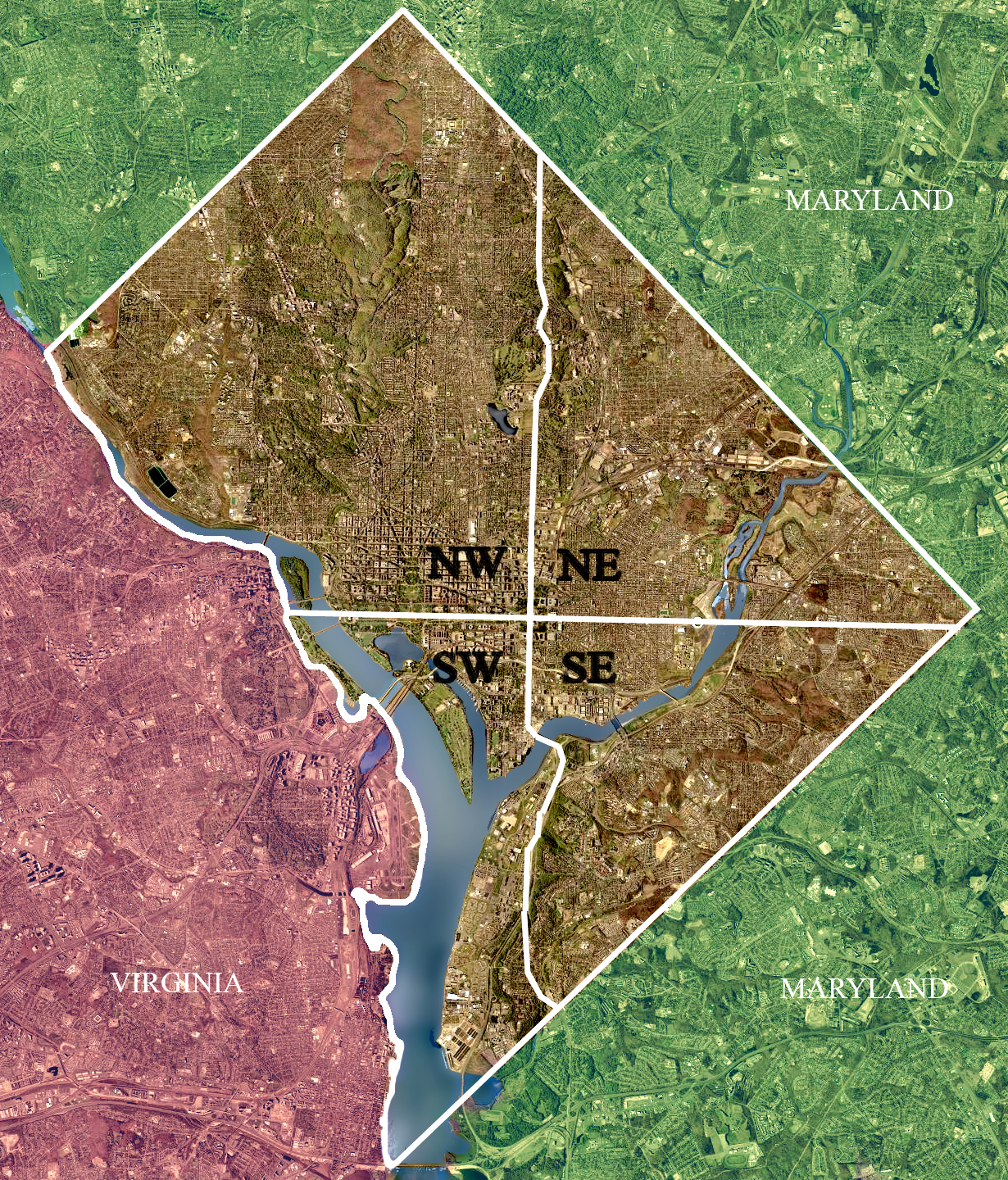
华盛顿特区的USGS卫星图像，2002年4月26日拍摄。图像中的“十字线”标志着华盛顿的四个象限，美国国会大厦位于分界线的中心。西北区是面积最大的，位于国家广场以北和北国会大厦街以西。

西北区（英語：Northwest）是美国首都华盛顿哥伦比亚特区四个象限中的西北象限，位于国家广场以北，北国会街（North Capitol Street）以西。它是该市四个象限中最大的一个，包括中央商务区、联邦三角、沿国家广场北侧的博物馆群，以及西区（West End）、佩特沃斯（Petworth）、杜邦圆环、LeDroit Park、乔治城、亚当斯摩根（Adams Morgan）、使馆区（Embassy Row）、格洛弗公园（Glover Park）、Tenleytown、雾谷、克利夫兰公园（Cleveland Park）、哥伦比亚高地（Columbia Heights）、快乐山（Mount Pleasant）、帕利塞德（The Palisades）、牧羊人公园（Shepherd Park）、克雷斯特伍德（Crestwood）、布卢明代尔（Bloomingdale）、塔科马（Takoma）和友谊高地（Friendship Heights）等等社区。
西北区有许多大学校园，包括美利坚大学、喬治·華盛頓大學、乔治城大学、霍华德大学和哥伦比亚特区大学。华盛顿国家座堂、白宫、岩溪公園以及第一資本體育館（华盛顿巫师队、華盛頓首都队的主場館，以及许多音乐会和其他活动的场地）都位于西北区。